# Eurytoma nigrita
Eurytoma nigrita is een vliesvleugelig insect uit de familie Eurytomidae. De wetenschappelijke naam is voor het eerst geldig gepubliceerd in 1820 door Dalman.